# Paul S. Fiddes
Paul Stuart Fiddes FBA (* 30. April 1947) ist ein britischer baptistischer Geistlicher, Theologe, Romanautor und emeritierter Professor für Systematische Theologie der University of Oxford.

## Leben
Paul S. Fiddes studierte Englische Sprache und Literatur sowie Theologie an der Universität Oxford, wo er 1975 zum Dr. Phil. promovierte.
Seit 1972 – im selben Jahr wurde er zum Geistlichen der Baptist Union of Great Britain ordiniert – lehrte er am Regent’s Park College in Oxford aufeinanderfolgend als wissenschaftlicher Mitarbeiter (bis 1975) für Altes Testament und Hebräisch, danach arbeitete er als Fellow für Christian Doctrine bis 1989. Von 1989 bis 2007 wirkte er als Principal des Regent’s Park College, folgend als Professorial Research Fellow und Director of Research bis 2018. Seitdem forscht er in der Stellung des Senior Research Fellow. Darüber hinaus war er von 1979 bis 1985 Dozent für Theologie am St. Peter’s College und von 1996 bis 1998 Vorsitzender des Rats der Theologischen Fakultät. 2002 erhielt Fiddes den Titel des Professors für Systematische Theologie von der Universität Oxford.
Von 2007 bis 2019 war er als Ökumenischer Repräsentant Mitglied der Generalsynode der Church of England.
Er ist Ehrendoktor der Universität Bukarest und seit 2004 sowohl Honorary Fellow des St. Peter’s College als auch Doctor of Divinity durch die University of Oxford. Daneben ist er ebenfalls Honorary Fellow des Georgetown College in Kentucky, USA. Im Jahr 2020 wurde Fiddes zum Fellow der British Academy gewählt.
Seine theologische Forschung beschäftigt sich vor allem mit Weisheits- und Leidensvorstellungen und dem Verhältnis von Theologie zur Philosophie sowie insbesondere zur Literatur.

## Veröffentlichungen (Auswahl)
Monographien
- The creative suffering of God. Oxford University Press, Oxford 1988, ISBN 978-0198263470.
- Past event and present salvation. The Christian idea of the atonement. 1. Auflage. Darton, Longman and Todd, London 1989, ISBN 978-0664250362.
- Freedom and limit. A dialogue between literature and Christian doctrine. St. Martin’s Press, New York 1991, ISBN 0-312-06814-X.
- Participating in God. A pastoral doctrine of the Trinity. Darton, Longman and Todd, London 2000, ISBN 0232523789.
- Seeing the world and knowing God. Hebrew wisdom and Christian doctrine in a late-modern context. Oxford University Press, Oxford 2013, ISBN 978-0199644100.
- Charles Williams and C.S. Lewis. Friends in co-inherence. Oxford University Press, Oxford 2021, ISBN 9780192845467.
- Iris Murdoch and the others. A writer in dialogue with theology. T&T Clark, London, UK, New York, NY 2021, ISBN 9780567703347.

Roman
- A Unicorn Dies: A Novel of Mystery and Ideas. Firedint Publishing, Oxford 2018, ISBN 978-1-9999407-2-0.

Herausgeberschaften
- Under the rule of Christ. Dimensions of Baptist spirituality. Smyth & Helwys, Macon, GA 2008, ISBN 978-1573124980.
- The spirit and the letter. A Christian tradition and a late-modern reversal. T & T Clark, London 2013, ISBN 978-0567272898.
- mit Jochen Schmidt (Hrsg.): Rhetorik des Bösen. The rhetoric of evil. Ergon, Würzburg 2013, ISBN 978-3-89913-950-1.
- Sharing the faith at the boundaries of unity. Further conversations between Anglicans and Baptists : a report commissioned by the Council for Christian Unity of the Church of England & the Faith and Society Team of the Baptist Union of Great Britain. Regent’s Park College, Oxford 2015, ISBN 978-1907600104.
- mit Jamie Callison, Erik Tonning und Anna Johnson (Hrsg.): David Jones. A Christian modernist?. BRILL, Boston 2017, ISBN 9789004356979.